# Schwedische Hagebuttensuppe

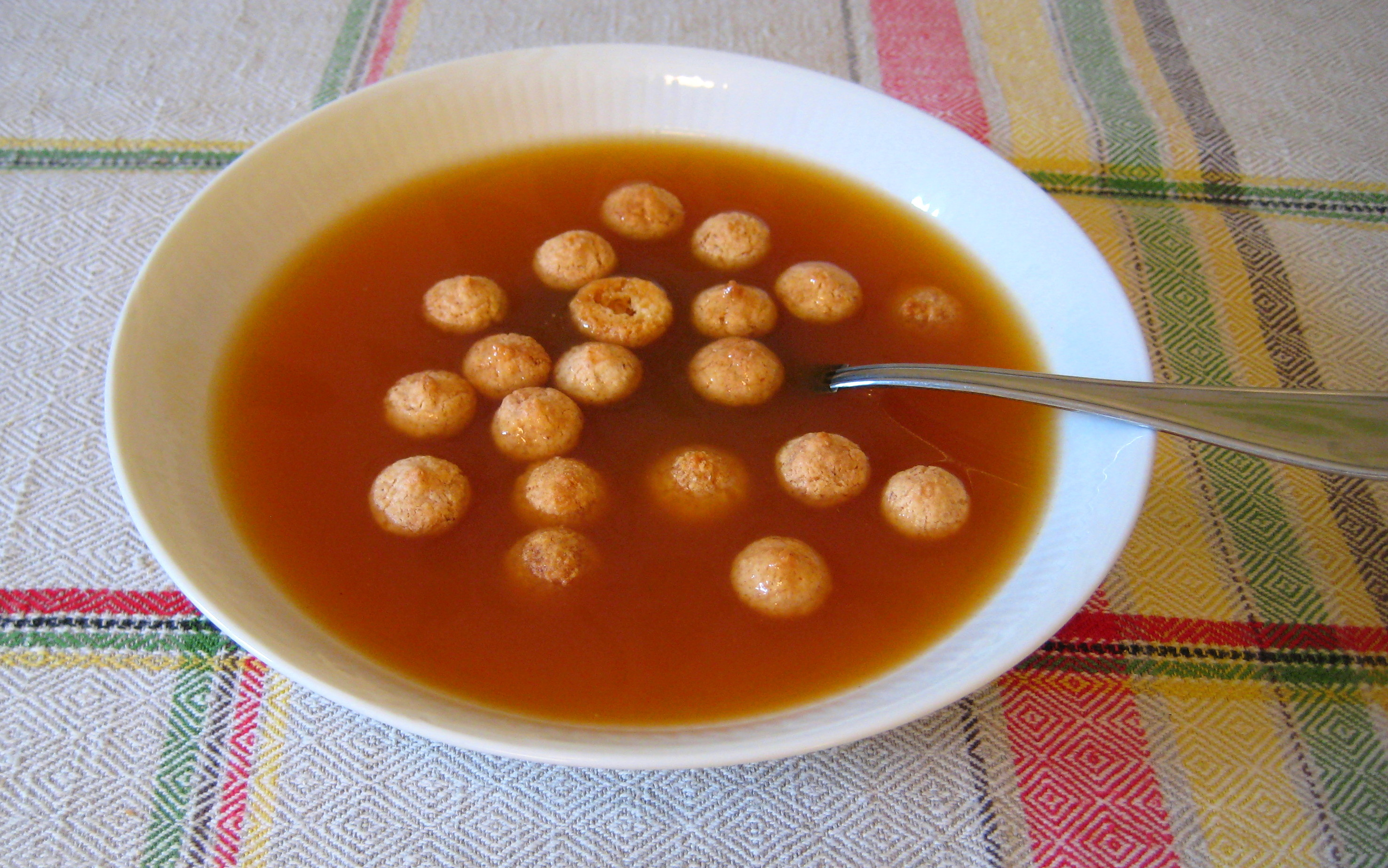
Ein Teller mit schwedischer Hagebuttensuppe mit Makronen

Die Schwedische Hagebuttensuppe (schwedisch nyponsoppa) ist ein traditionelles Gericht in Schweden. Die süße Suppe kann heiß oder kalt verzehrt werden.
Die Suppe wird aus Hagebutten (ohne Samen), Zucker und Kartoffelmehl als Verdickungsmittel zubereitet. Um einen volleren Geschmack zu erreichen, wird mitunter Milch oder Sahne hinzugefügt. Hagebuttensuppe kann sowohl aus getrockneten als auch frischen Hagebutten zubereitet werden. Die Hagebutten werden zerkleinert und passiert. Im Handel sind vorgekochte Hagebuttensuppe oder Hagebuttenpulver, das in Wasser aufgelöst werden muss, erhältlich.  Die Suppe wird heiß oder kalt in einem Suppenteller oder im Glas in der Regel als Vorspeise oder als Dessert konsumiert. Als Einlagen in die Suppe findet man Bananenscheiben, Makronen, Mandelgebäck, Schlagsahne oder Vanilleeis.
Durch die Hagebutten enthält die Suppe einen sehr hohen Gehalt an Vitamin C und auch in geringerem Maße an Vitamin A und beta-Carotin.